# Messan Ametekodo
Messan Ametekodo (Lomé, 3 de dezembro de 1974) é um ex-futebolista profissional togolês que atuava como defensor.

## Carreira
Messan Ametekodo representou o elenco da Seleção Togolesa de Futebol no Campeonato Africano das Nações de 1998 e 2000.